# Proteinmasspektrometri

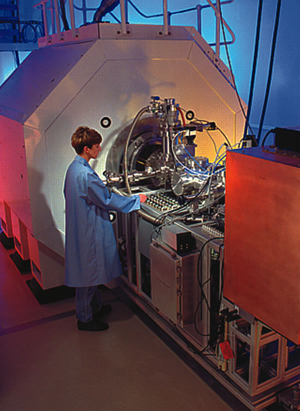
En masspektrometer som används för högkapacitetsanalys av proteiner.

Proteinmasspektrometri avser studier av proteiner med masspektrometri. Masspektrometri är en kraftfull metod för massbestämning och karakterisering av proteiner med hög noggrannhet och precision. En mängd olika metoder och instrument har utvecklats för de många användningsområden som uppstått. Tillämpningar inkluderar identifiering av proteiner och deras post-translationella modifikationer, undersökning av proteinkomplex, deras subenheter och funktionella interaktioner, såväl som den globala mätningen av proteiner i proteomik. Det kan också användas för att avgöra vilken organell proteiner härstammar från och till att mäta interaktionerna mellan olika proteiner samt med lipider.
De två primära joniseringsmetoderna som används i proteinmasspektrometri är elektrosprejjonisering (ESI) och MALDI (förkortning för engelskans Matrix-assisted laser desorption-ionization). Dessa joniseringstekniker används tillsammans med massanalysatorer som tandemmasspektrometri. I allmänhet analyseras proteinerna antingen genom ett så kallat "top-down"-tillvägagångssätt där intakta proteiner analyseras, eller ett "bottom-up"-tillvägagångssätt där protein först spjälkas till fragment. Det mellanliggande tillvägagångssättet "middle-down" där större peptidfragment analyseras kan ibland också användas.